# Mistrzostwa Świata w Narciarstwie Alpejskim 1974
23. Mistrzostwa świata w narciarstwie alpejskim odbywały się od 3 do 10 lutego 1974 r. w Sankt Moritz. Były to szóste w historii mistrzostwa świata w rozgrywane w Szwajcarii i zarazem trzecie w tej miejscowości (poprzednio Sankt Moritz organizowało MŚ w latach: 1934 i 1948). W klasyfikacji medalowej zwyciężyła reprezentacja Austrii, która zdobyła też najwięcej medali (8, w tym 3 złote, 3 srebrne i 2 brązowe).

## Wyniki

### Mężczyźni
| Konkurencja             | Data      | Złoto          | Wynik   | Srebro                 | Wynik   | Brąz                      | Wynik   |
| Slalom gigant szczegóły | 5 lutego  | Gustav Thöni   | 3:07,92 | Hans Hinterseer        | 3:08,84 | Piero Gros                | 3:08,91 |
| Zjazd szczegóły         | 9 lutego  | David Zwilling | 1:56,98 | Franz Klammer          | 1:58,01 | Willi Frommelt            | 1:58,16 |
| Slalom szczegóły        | 10 lutego | Gustav Thöni   | 1:49,98 | David Zwilling         | 1:50,76 | Francisco Fernández Ochoa | 1:51,56 |
| Kombinacja szczegóły    | 10 lutego | Franz Klammer  | 67,88   | Andrzej Bachleda-Curuś | 78,35   | Wolfgang Junginger        | 89,01   |

### Kobiety
| Konkurencja             | Data     | Złoto                 | Wynik   | Srebro         | Wynik   | Brąz               | Wynik   |
| Slalom gigant szczegóły | 3 lutego | Fabienne Serrat       | 1:43,18 | Traudl Treichl | 1:43,72 | Jacqueline Rouvier | 1:43,81 |
| Zjazd szczegóły         | 7 lutego | Annemarie Moser-Pröll | 1:50,84 | Betsy Clifford | 1:51,78 | Wiltrud Drexel     | 1:52,15 |
| Slalom szczegóły        | 8 lutego | Hanni Wenzel          | 1:34,63 | Michèle Jacot  | 1:35,15 | Lise-Marie Morerod | 1:35,29 |
| Kombinacja szczegóły    | 8 lutego | Fabienne Serrat       | 20,14   | Hanni Wenzel   | 25,31   | Monika Kaserer     | 27,44   |

## Tabela medalowa
| Lp. | Państwo       | złoto | srebro | brąz | razem |
| --- | ------------- | ----- | ------ | ---- | ----- |
| 1   | Austria       | 3     | 3      | 2    | 8     |
| 2   | Francja       | 2     | 1      | 1    | 4     |
| 3   | Włochy        | 2     | -      | 1    | 3     |
| 4   | Liechtenstein | 1     | 1      | 1    | 3     |
| 5   | RFN           | -     | 1      | 1    | 2     |
| 6   | Kanada        | -     | 1      | -    | 1     |
| 6   | Polska        | -     | 1      | -    | 1     |
| 8   | Hiszpania     | -     | -      | 1    | 1     |
| 8   | Szwajcaria    | -     | -      | 1    | 1     |